# Abdirizak Haji Hussein

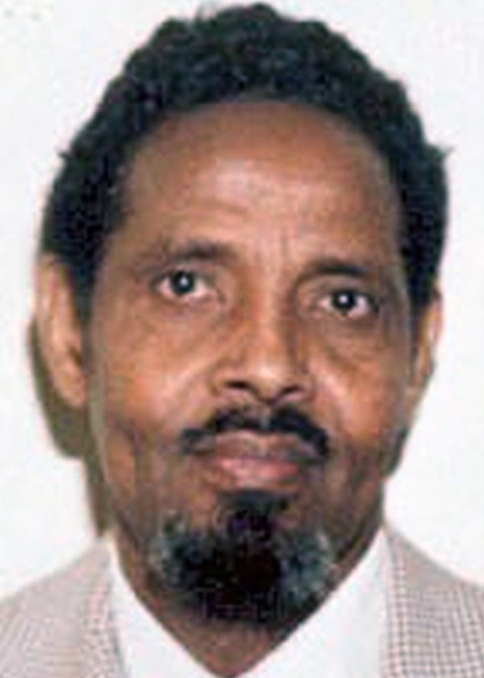
3º Primeiro-Ministro da República da Somália

Abdirizak Haji Hussein (somali:  Cabdirisaaq Xaaji Xuseen; em árabe: عبد الرزاق حاجي حسين ‎24 de dezembro de 1924 – 31 de janeiro de 2014) foi um diplomata e político somali. Ele foi o primeiro-ministro da República da Somália de 14 de junho de 1964 a 15 de julho de 1967. De 1975 ao início de 1980, ele também atuou como embaixador do país nas Nações Unidas. Ex-secretário-geral da Liga da Juventude Somali, Hussein desempenhou um papel de liderança no início da administração civil do país.